# STS-87
STS-87 foi uma missão do ônibus espacial Columbia, entre novembro e dezembro de 1997, que realizou experiências científicas em órbita com o Spacelab.

## Tripulação
| Posição                  | Astronauta       |
| ------------------------ | ---------------- |
| Comandante               | Kevin Kregel     |
| Piloto                   | Steven Lindsey   |
| Especialista de missão 1 | / Kalpana Chawla |
| Especialista de missão 2 | Winston Scott    |
| Especialista de missão 3 | Takao Doi        |
| Especialista de missão 4 | Leonid Kadenyuk  |

## Parâmetros da missão
- Massa:
  - Decolagem 102,717 kg
  - Aterrissagem: 4,451 kg
- Perigeu: 273 km
- Apogeu: 279 km
- Inclinação: 28.5°
- Período: 90.0 min

### Atividades extraveiculares
| N°.  | Astronautas           | Início - UTC                | Fim - UTC                   | Duração     | Comentários                                                                                              |
| ---- | --------------------- | --------------------------- | --------------------------- | ----------- | --- |
| 161. | Scott and Doi - EVA 1 | 25 de Novembro, 1997, 00:02 | 25 de Novembro, 1997, 07:45 | 7 h, 43 min | Captação do satélite Spartan.                                                                            |
| 162. | Scott and Doi - EVA 2 | 3 de Dezembro, 1997, 09:09  | 3 de Dezembro, 1997, 14:09  | 4 h, 59 min | Teste de montagem das ferramentas da ISS (International Space Station ou Estação Espacial Internacional) |